# Kelly Reichardt
Kelly Reichardt (* 3. března 1964, Miami, USA) je americká režisérka, scenáristka a střihačka. Je známá svými minimalistickými filmy, ve kterých často vystupují postavy z nižších sociálních vrstev či zvířata. Výrazným motivem její tvorby je deziluze z amerického snu. Většinu svých filmů si sama stříhá.
Debutovala celovečerním filmem River of Grass (1994) a následně režírovala řadu filmů odehrávajících se v Oregonu: dramata Old Joy (2006) a Wendy a Lucy (2008); western Meek's Cutoff (2010); thriller Night Moves (2013). V roce 2016 Reichardt zfilmovala 3 povídky odehrávající se v Montaně, Certain Women. Její zatím poslední snímek, First Cow, měl světovou premiéru na festivale Telluride v roce 2019 a byl též vybrán do hlavní soutěže 70. ročníku Berlinale.

## Raný život a vzdělávání
Narodila se a vyrostla na Floridě, v Miami. Od dětství se zajímala o fotografii. Vyrůstala v rozvedené rodině, oba její rodiče byli policisté. Absolvovala School of the Museum of Fine Arts v Bostonu, kde získala titul MFA. Kromě režírování také pokračuje v akademické dráze jako vysokoškolská profesorka na různých uměleckých školách.

## Filmová kariéra
Její debutový film River of Grass byl uveden v roce 1994. Byl nominován na tři ceny Independent Spirit Awards a na Grand Jury Prize na filmovém festivalu Sundance. Poté však měla problém navázat dalším celovečerním filmem, o čemž říká: „10 let od poloviny 90. let jsem nemohla natočit film. Mělo to hodně společného s tím, že jsem žena. To je rozhodně důležitý faktor při získávání peněz. Během té doby se mi nedařilo získat žádnou nabídku, tak jsem si jen řekla: „Seru na vás!“ a místo toho jsem dělala Super 8mm kraťasy.“ 
V roce 1999 dokončila svůj celovečerní film Ode natočený na motivy románu Hermana Rauchera Óda na Billyho Joea. Poté natočila dva krátké filmy, Then a Year (2001) a Travis (2004), který se zabývá válkou v Iráku.
Většina jejích filmů je považována za součást minimalistického hnutí.
V roce 2006 dokončila Old Joy natočený na motivy povídky ze sbírky Livability Jona Raymonda. Herec Daniel London a písničkář Will Oldham v něm představují dva přátele, kteří se sejdou na výlet do Kaskád a Bagby Hot Springs, poblíž Portlandu v Oregonu. Film získal ocenění od Los Angeles Film Critics Association, Rotterdam International Film Festival a Sarasota Film Festival . Stal se prvním americkým filmem, který získal cenu Tiger Award na Rotterdamském filmovém festivalu. Neil Kopp získal Cenu producenta na soutěži Independent Spirit Awards 2007 za svou práci na Old Joy a Paranoid Park.
Její další film, Wendy a Lucy, vychází z dalšího příběhu z Livability, který spolu s Jonem Raymondem upravili do podoby scénáře. Film zkoumá témata osamělosti a beznaděje prostřednictvím příběhu ženy hledající svého ztraceného psa. Film uveden v prosinci 2008 a byl nominován na cenu za nejlepší film a nejlepší ženský herecký výkon (Michelle Williamsová) na Independent Spirit Awards. Michelle Williamsovou následně obsadila i do hlavní role westernu Meek's Cutoff. Ten v roce 2010 soutěžil o Zlatého lva na 67. Mezinárodním filmovém festivalu v Benátkách.
V roce 2013 měl její film Night Moves premiéru na 70. benátském mezinárodním filmovém festivalu. Jedná se o thriller o ekologických aktivistech, kteří na základě svého přesvědčení chtějí vyhodit do vzduchu obrovskou přehradu. Reichardt v něm pracuje s filmovým napětím výrazněji než ve svých předchozích dílech.
Film Certain Women vychází ze sbírky povídek Maile Meloy 2009, Both Ways is the Only Way I Want It, a byl natočen v březnu až dubnu 2015 v Montaně. Hrají v něm Michelle Williamsová, Laura Dern a Kristen Stewart. Společnost Sony Pictures Worldwide Acquisitions (SPWA) zakoupila práva na distribuci. Film měl premiéru 24. ledna 2016 na Sundance Film Festival . Reichardt za něj získala hlavní cenu na BFI v roce 2016.
Jejím doposud posledním filmem je First Cow. Jedná se opět o adaptaci díla Jona Raymonda, konkrétně románu Half-Life. Snímek měl premiéru na Berlinale v únoru 2020.

### Umělecký styl
Její filmy bývají označovány jako minimalistické a realistické. Filmový kritik AO Scott popisuje Wendy a Lucy jako součást nového amerického nezávislého filmu, který nazval „neo-neo realismus“, především pro jeho tematické a estetické podobnosti s klasickými italskými neorealistickými filmy jako Řím, otevřené město a Paisa. Sama Reichardt uvedla, že její filmy jsou „pouhými záblesky procházejících lidí“. Sama se ztotožňuje s minimalistickým vyprávěním a říká: „Film je v podstatě sled malých poodhalení a pak si máte sednout a někomu říct, co to všechno znamená. To je v rozporu se vším, o co jsem se snažila, takže nemám zájem to shrnovat. Je tam všechno, co tam být má.“  Její styl je také ovlivněný hnutím Slow cinema.
Kromě tohoto realistického stylu se její filmy často zaměřují na postavy, které žijí na okraji společnosti a nejsou obvykle zastoupeny na obrazovce. Zabývá se různými aspekty americké reality, které zřídkakdy prozkoumává komerční filmový průmysl. Eric Kohn (z Indiewire) popisuje její filmy jako „fascinující zpověď o osamělosti každodenního života pracující třídy, která chce něco lepšího. Jsou uvězněni mezi mýtem amerického snu a osobními omezeními, která řídí jejich fádní realitu. Tím, že se Reichardt věnuje atmosféře a perspektivě vyprávění stejně jako ději, se tiše stala jednou z nejlepších kronikářek reálií v USA.“ 
Její filmy často také obsahují odkazy na moderní dobu a politické události. V rozhovoru mluví o paralelách Meek's Cutoff s moderní dobou a říká: „Příběh o chvastounovi, který vedl skupinu lidí do pouště bez plánu a stal se zcela závislým na místních obyvatelích, kteří jsou od něj společensky odlišní a ke kterým přistupuje podezřívavě. To vše se zdálo relevantní pro tuto chvíli.“  (ve vztahu k irácké válce a Georgi Bushovi). Reichardt v mnoha rozhovorech potvrdila, že postava Meeka je úmyslně napsána tak, aby byla podobná Bushovi. Wendy a Lucy také odrážejí ekonomické útrapy, které postihly miliony Američanů (zejména ženy) v důsledku vysokých nákladů a vedlejších škod způsobených válkou.  
Kritici dále poznamenávají, že její filmy mají často nejednoznačné konce, které nechává publikum napnuté a neuspokojené. Xan Brooks (z The Guardian) používá příklady „vyhýbavého Kurta, putujícího ulicemi města na konci Old Joy, nešťastná Wendy, stále hledající Aljašku nebo ztracené průkopníky z Meek's Cutoff, navždy zaseknutými mezi triumfem a katastrofou.“  Ona sama o tom říká: „Možná jsem skeptická k absolutnu. Ano, je něco uspokojivého na starých filmech, kde graduje hudba a přichází titulek – The End. Zdálo by se však absurdní, kdyby tak končil jeden z mých filmů. Pokrývají příliš krátkou dobu. Nevíme, kde tyto postavy byly předtím. Strávili jsme s nimi týden a pak šly dál svojí cestou. “ Reichardt též podotkla, že si užívá filmy, které divákovi umožní najít si vlastní cestu a dospět k vlastním závěrům.
Všechny její filmy obsahují feministické myšlenky ve stylu i obsahu, odmítají metody tradičního komerčního filmu a zaměřují se na problematiku genderu (většina jejích filmů má v hlavních rolích ženské postavy), sama však odmítá nálepku feministické filmařky. Odmítá klasické produkční modely a preferuje nízkorozpočtové natáčení v reálech (většina jejích filmů je natočena v Oregonu) a odmítá romantizovat hlavní postavy a jejich útrapy. I ve filmech, kde vystupují v hlavních rolích mužské postavy, se stále zabývá genderovými otázkami. V Old Joy, kde hrají dva muži, je téma mužského přátelství zvýrazněno a adresováno prostřednictvím feminizovaných vlastností – citlivosti a zranitelnosti, které se v tradičním hollywoodském filmu jen zřídka objevují. V Night Moves slouží postava Dakoty Fanningové jako silný ženský kontrapunkt k mužské hlavní postavě Jesseho Eisenberga a linie životního příběhu filmu odráží eko-feministické hodnoty. Její použití realismu a úhlů kamery odmítá objektivizaci těl a nabourává očekávání publika tím, že se setkává se záběry zdánlivě nevýznamných obrazů například těsně poté, co postavy opustily scénu.
Reichardt často spolupracuje s herečkou Michelle Williamsovou. Sama uvedla, že s ní pracuje ráda díky její sebedůvěře a zvídavé povaze a že nikdy nedokáže předvídat, co udělá.

## Filmografie
| Rok  | Titul          | Role                                     | Poznámky         | Ref.   |
| ---- | -------------- | ---------------------------------------- | ---------------- | ------ |
| 1994 | River of Grass | Režisérka / scenáristka                  | Režijního debutu | [ 17 ] |
| 1999 | Ode            | Režisérka / scenáristka kameramanka      |                  | [ 18 ] |
| 2001 | Then a Year    | Režisérka                                | Krátký film      | [ 19 ] |
| 2004 | Travis         | Režisérka                                | Krátký film      | [ 20 ] |
| 2006 | Old Joy        | Režisérka / scenáristka / střihačka      |                  |        |
| 2008 | Wendy a Lucy   | Režisérka / spoluscenáristka / střihačka |                  |        |
| 2010 | Meek's Cutoff  | Režisérka / střihačka                    |                  |        |
| 2013 | Night Moves    | Režisérka / spoluscenáristka / střihačka |                  |        |
| 2016 | Certain Women  | Režisérka / scenáristka / střihačka      |                  |        |
| 2019 | First Cow      | Režisérka / spoluscenáristka / střihačka |                  | [ 21 ] |

## Ocenění
| Rok  | Instituce                                 | Kategorie                                          | Nominovaná práce | Výsledek  | Ref.   |
| ---- | ----------------------------------------- | -------------------------------------------------- | ---------------- | --------- | ------ |
| 1994 | Sundance Film Festival                    | Cena hlavní poroty: dramatická                     | River of Grass   | nominace  | [ 22 ] |
| 1995 | Independent Spirit Awards                 | Nejlepší debut                                     | River of Grass   | nominace  |        |
| 1995 | Independent Spirit Awards                 | Nejlepší debutový scénář                           | River of Grass   | nominace  |        |
| 1995 | Independent Spirit Awards                 | Someone to Watch Award                             | River of Grass   | nominace  |        |
| 2006 | Asociace filmových kritiků Los Angeles    | Independent/Experimental Film and Video Award      | Old Joy          | vítězství |        |
| 2006 | Mezinárodní filmový festival v Rotterdamu | Tiger Award                                        | Old Joy          | vítězství |        |
| 2006 | Filmový festival Sarasota                 | Cena poroty                                        | Old Joy          | vítězství |        |
| 2008 | Filmový festival v Cannes                 | Un Certain Regard                                  | Wendy a Lucy     | nominace  |        |
| 2008 | Mezinárodní filmový festival v Chicagu    | Gold Hugo (nejlepší celovečerní snímek)            | Wendy and Lucy   | nominace  |        |
| 2010 | Filmový festival v Benátkách              | Cena SIGNIS                                        | Meek's Cutoff    | vítězství |        |
| 2010 | Filmový festival v Benátkách              | Zlatý lev                                          | Meek's Cutoff    | nominace  |        |
| 2010 | Ceny Gotham                               | Cena za nezávislý film                             | Meek's Cutoff    | nominace  |        |
| 2013 | Filmový festival v Benátkách              | Zlatý lev                                          | Night Moves      | nominace  |        |
| 2016 | Film Independent Spirit Awards            | Nejlepší režie                                     | Certain Women    | nominace  |        |
| 2016 | Ceny Gotham                               | Cena diváků                                        | Certain Women    | nominace  |        |
| 2016 | Ceny Gotham                               | Cena za nezávislý film (nejlepší celovečerní film) | Certain Women    | nominace  |        |
| 2016 | BFI                                       | Nejlepší film (hlavní soutěž)                      | Certain Women    | vítězství |        |
| 2020 | Cena filmu Independent Spirit Award       | Bonnie Award                                       | First Cow        | vítězství |        |
| 2020 | Filmový festival v Berlíně                | Zlatý medvěd                                       | First Cow        | nominace  |        |